# Röd ara

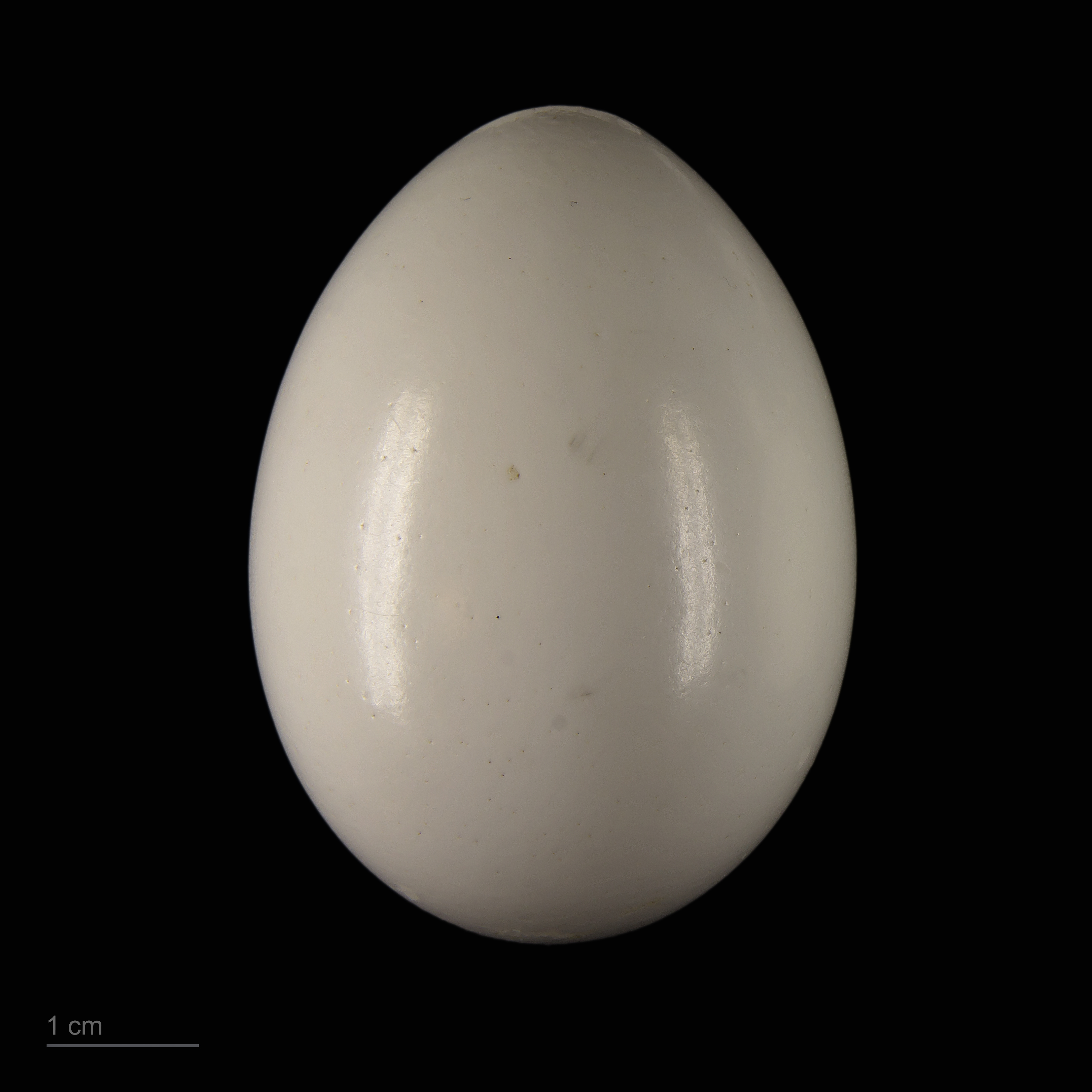
Ara macao

Röd ara (Ara macao) är en papegoja som lever i regnskog under 1000 meters höjd från Mexiko i norr till Bolivia och Brasilien i söder.

## Utseende
Den röda aran har en färggrann fjäderdräkt med rött som dominerande färg och med inslag av gult och blått. Fågeln blir cirka 90 centimteter lång där stjärtfjädrarna utgör mellan hälften och en tredjedel av längden.

## Utbredning och underarter
Röd ara delas in i två underarter med följande utbredning:
- Ara macao cyanopterus – sydöstra Mexiko till Nicaragua
- Ara macao macao – Costa Rica till Colombia, Guyanaregionen, Brasilien, Peru och Bolivia

Den är utdöd i El Salvador och införd i Puerto Rico.

## Ekologi
Fåglarna, som bildar monogama par för livet, häckar från januari till april och honorna lägger ett eller två ägg per år.

## Status och hot
Den röda aran anses minska, är utrotad i El Salvador och har försvunnit från stora områden i Centralamerika. Det största hoten är habitatsförlust och husdjurshandel. Arten kategoriseras dock som livskraftig av IUCN eftersom den totala populationen uppskattas till mellan 50 000 och en halv miljon vuxna individer och på grund av att den fortfarande har ett mycket stort utbredningsområde. CITES klassar den röda aran som hotad och förbjuder internationell kommersiell handel med arten. Den röda aran är vanligast i Amazonas.